# Tachina objecta
Tachina objecta är en tvåvingeart som beskrevs av Walker 1853. Tachina objecta ingår i släktet Tachina och familjen parasitflugor. Inga underarter finns listade i Catalogue of Life.